# Pedro de Cardona (cardenal)
Pedro de Cardona (m. 26 de junio de 1183) fue un eclesiástico y hombre de Estado español, canciller de Castilla, arzobispo de Toledo y cardenal.

## Biografía
De origen catalán, nació en el seno de la Casa de Cardona, probablemente hijo del vizconde de Cardona Ramon Folc III de Cardona y de Sibila de Urgel, hija del conde de Urgel Ermengol VI. 
Doctorado en derecho civil, fue canónigo de Vich y abad de Husillos.
Desde 1178 desempeñó el cargo de canciller de Castilla al servicio del rey Alfonso VIII, aunque en los últimos años residió en Roma; 
algunos autores lo mencionan como el último de los cancilleres de origen foráneo, pues todos sus sucesores fueron castellanos.
Se hallaba en Roma cuando fue propuesto para presidir la archidiócesis de Toledo, siendo confirmado por el papa Alejandro III en julio de 1181; se desconoce si llegó a tomar posesión de la sede. Lucio III le creó cardenal con título de San Lorenzo in Damaso en el consistorio de diciembre de 1181; se supone que como consecuencia renunció a la archidiócesis, según la costumbre de la época, en la que los cardenales no tenían dispensa de residencia. 
Fue el primer cardenal oriundo de la península ibérica, aunque hasta el siglo XIX los historiadores eclesiásticos mencionaban como tal a Pelagio Galvani, treinta años posterior.
Se le atribuye la redacción de un libro sobre la celebración de la Pascua, de un epítome de las constituciones elaboradas por los emperadores Justiniano y Zenón, y de un tratado legal firmado por un tal Petrus Hispanus, de identidad incierta.

## Heráldica
Fue el primer arzobispo de Toledo en ostentar la heráldica familiar en su escudo. Escudo en gúles un cabrio de oro acompañado de tres matas de cardos de oro, dos en los alto una en lo bajo.
| Predecesor: Cerebruno | Arzobispo de Toledo Julio - Diciembre de 1181 | Sucesor: Gonzalo Pérez |